# Adonisea balba
Adonisea balba là một loài bướm đêm trong họ Noctuidae.